# Organisatie Advies Bureau
Organisatie Advies Bureau was het eerste organisatieadviesbureau in Nederland. Het werd in 1920 opgericht door de Delftse ingenieurs Ernst Hijmans en Vincent Willem van Gogh. Dit bureau richtte zich op advies voor bedrijfsorganisatie en metaalbewerking. De oorspronkelijke naam van het bureau was Adviesbureau voor Organisatie en Metaalbewerking, maar deze werd praktisch nooit gebruikt.
Belangrijke activiteiten van het kersverse adviesbureau waren:
- Arbeidsbesparende werkmethoden
- Advies voor aanschaf van gereedschap en machines en inrichting van fabrieken
- Indeling en verdeling van werkzaamheden en de gang van materialen door fabrieken

De focus van dit adviesbureau was op de voornamelijk op de werkvloer. Daar richtten zij zich op de studie van productieprocessen en brachten technische verbeteringen en verbeteringen op het gebied van planning aan. Voorstellen werden in overleg met de werklieden en het lager kader besproken en beproefd.
Eind 1923 werd Johan Marie Louwerse compagnon in het Organisatie Advies Bureau, maar trad in 1925 al weer uit om zijn eigen bureau "Adviesbureau ir. J.M. Louwerse" te beginnen. Verdere medewerkers van het bureau waren onder andere Berend Willem Berenschot, die met Louwerse vertrok, de ingenieur J.H. Coops, de praktijkman Schuddeboom en medevennoot J. Rentenaar. Het Organisatie Advies Bureau viel in 1933 uiteen, waarna Hijmans en Van Gogh ieder met een eigen bureau verder gingen. 

## Publicaties
- E. Hijmans, V.W. van Gogh, en J. Rentenaar. Tien jaren organisatiewerk : herdrukken van publicaties van Ernst Hymans, V.W. van Gogh, J. Rentenaar, leden van het Raadgevend Bureau voor organisatie. Muusses, 1930.